# Шамсуддин ад-Димашки
Шамсуддин Мухаммад ибн Абу Талиб ад-Димашки (араб. شمس الدين محمد بن أبي طالب الدمشقي‎; 1256, Дамаск — 1327) — арабский географ.
Главный труд — «Нухбат ад-дахр фи аджаиб аль-барр ва-ль-бахр» (араб. نخبة الدهر في عجائب البر والبحر‎ — «Выборка времени о диковинках суши и моря»), известный также как «Космография», — был завершён около 1300 года.
Датский арабист Аугуст Мерен издал в 1862 году в Копенгагене свой труд «Syrien og Palestina, Studie efter en arabisk Geograph…», ставший результатом изучения научного наследия ад-Димашки.
В 1866 году в Санкт-Петербурге Мерен издал арабский текст «Космографии», который был использован Ги ле Странжем при написании труда «Palestine under the Moslems. А description of Syria and the Holy Land from A. D. 650 to 1500». В 1874 году Мерен перевёл «Космографию» на французский язык под названием «Manuel de la cosmographie du moyen age».